# イオンモール伊丹昆陽
イオンモール伊丹昆陽 （イオンモールいたみこや）は、兵庫県伊丹市池尻に立地するイオンモール株式会社運営のモール型ショッピングセンター。

## 概要
三菱電線工業伊丹製作所の跡地の再開発により、2011年（平成23年）3月25日に開業した。
計画当初はイオングループ企業の一つであった株式会社マイカルの「（仮称）伊丹西サティ」を核店舗とする「（仮称）イオン伊丹西ショッピングセンター」であり、2008年（平成20年）秋開業の予定であったが、リーマン・ショック後の消費不振などの影響で開業が延期されていた。
開店直前の2011年（平成23年）3月1日をもってマイカルはイオンリテールに吸収合併され、同日をもって「サティ」を含む各店舗ブランドは「イオン」に統一された。この結果、店舗ブランド統一後のイオンリテールにとっては西日本初の新規出店となっており、核店舗は総合スーパーの「イオン」となった。
2011年（平成23年）から進められたイオンの大型ショッピングセンターの名称の「イオンモール」への統一に伴い、同年11月21日に「イオン伊丹昆陽ショッピングセンター」から「イオンモール伊丹昆陽」へ名称が変更された。
2013年（平成25年）11月からイオンリテールの運営していた大型ショッピングセンターをイオンモールの運営に委託することになったことに伴い、同社の管理運営に移行した。

## 競合状況
当施設から半径約4kmの範囲内だけで「阪急西宮ガーデンズ」や「つかしん」といった競合する他社の運営する大型ショッピングセンターがあるだけでなく、自社競合となる「イオンモール伊丹テラス（現・イオンモール伊丹）」も存在するなど大型ショッピングセンターだけでも多数の競合施設が存在していた。
そのため、近隣の人口密集地からの集客が競合施設に阻まれることになって、実質的な商圏規模が小さくなるため、売り上げ確保が厳しいショッピングセンターと見込まれていた。
そうした実質的な商圏規模の小ささに対応するため、自転車利用の多い近隣住民を考慮して駐輪場を多めに用意すると共に、近隣に多く住む子供のいる世帯を対象にした店舗や商品を多く取り揃えている。
このように、店舗面積は広いが広域から集客を主眼としていない形になっており、事実上近隣型のショッピングセンターとして開業することになった。

## 環境問題への対応

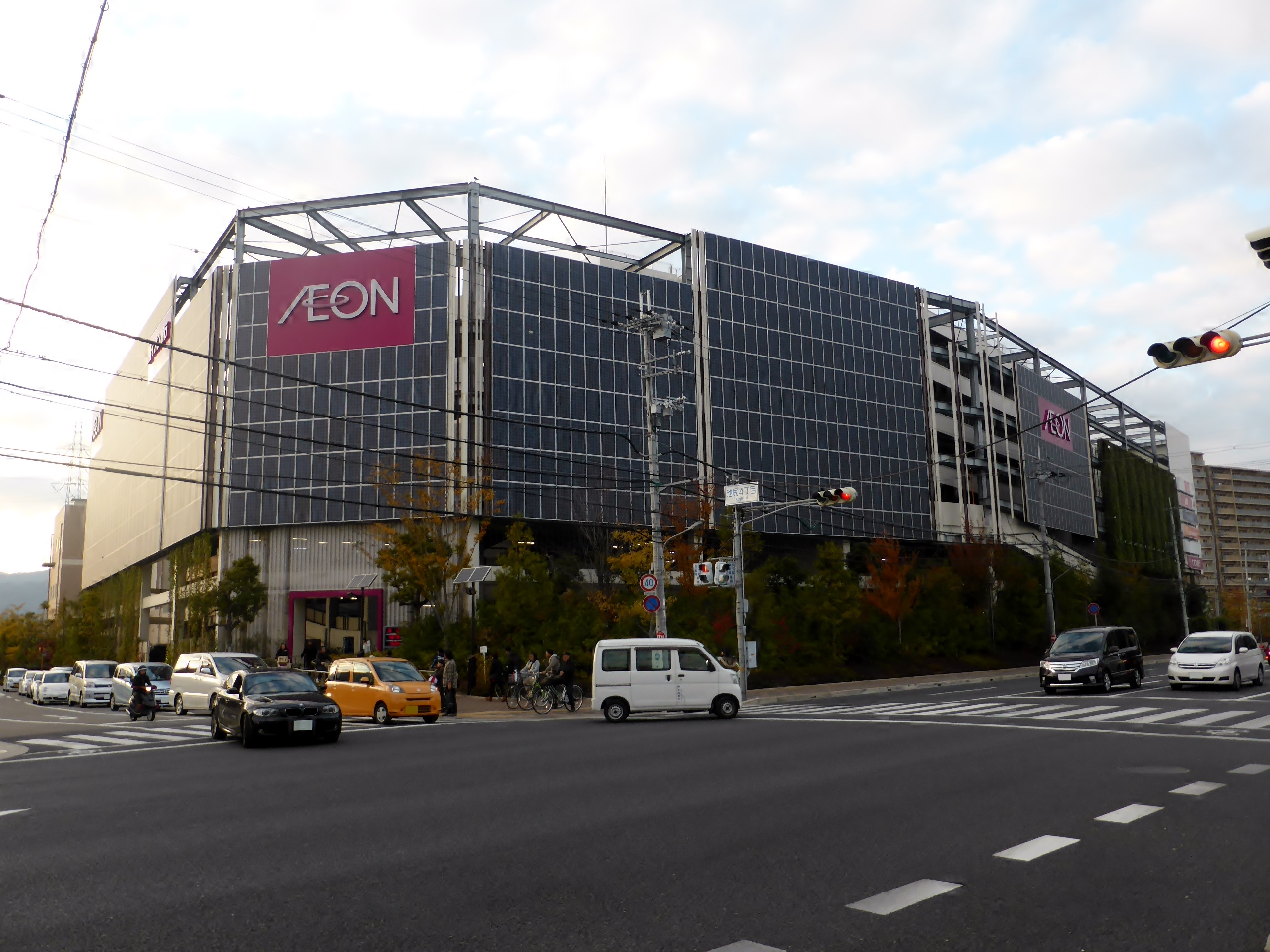
ソーラーパネルが配された外壁

### エネルギー消費の抑制
当施設では地球温暖化などの環境問題に配慮した「エコストア」として省エネルギーに取り組んでおり、従来型の同規模の施設との比較で二酸化炭素の排出量を約30%（3,900t）の削減を目指している。
その中核的な設備としてその内の約60%に当たる2,340tの削減を目指すのが空調関連である。
そのため、日本の商業施設として初めてオゾン層破壊係数と地球温暖化係数がともにゼロのアンモニア冷媒空調機の採用したほか、「氷蓄熱システム」と「インバータターボ冷凍機」を組み合わせたシステムを空調の主力にすることで夏場の一部時間帯に偏りがちな冷房による電力消費を平準化を図ると共に、高効率の空調システムとしている。
また、遮熱効果を持つ複層ガラスや自然の風を土の中を通して用いることで空気を入れ替えるシステムも導入している。
その他にも、屋上全面には京セラが納入した1,160kW分のソーラーパネルが設置されており、自然エネルギーによる発電を導入している。

### 緑化
当施設は、日本国内の商業施設としては最大級の緑化計画が施されており、約10,300本の植樹を行っている。
そのため、「イオンふるさとの森」だけでなく、草木や生き物などを観察すると共に季節を感じることができる「せせらぎの森」、伊丹昆虫館のアドバイスを受けて蝶々が生息可能な環境を整えた「バタフライガーデン」といった緑地帯を設けている。
また、壁面緑化や約530台分の芝生で覆った駐車場といった商業施設として利用している部分についても緑化を行っている。

### 工事による環境負荷の抑制
工事期間中に発生した残土64,429m3のうち敷地内で35,219m3を再利用して搬出量を抑制し、建設廃棄物は全体で約4,300tのうち約76%を再利用して最終処分量を約1,000tに抑制している。
開業直前の2011年3月11日に発生した東北地方太平洋沖地震（東日本大震災）を受け、開業当初から募金活動や店内の節電が実施されている。

## 沿革
- 2008年（平成20年）秋 - 当初の開業予定[6]。
- 2011年（平成23年）
  - 3月25日 - イオン伊丹昆陽ショッピングセンターとして開業[3]。
  - 11月21日 - イオンモール伊丹昆陽に名称変更[7]。
- 2013年（平成25年）11月 - 管理・運営がイオンモール株式会社に移行[13]。
- 2018年（平成30年）6月18日 - 地震の影響により、食品フロアを除くイオンスタイル各フロアと専門店のすべてを終日臨時休業。

## 主なテナント
開業時には、「イオン伊丹昆陽店」を核店舗として、JoshinやUNIQLOなど159店舗が出店していた。
また、公共施設の伊丹市役所西分室や伊丹市立図書館 西分室も入居している。
専門店テナント全店の一覧・詳細情報は公式サイト「ショップ&レストラン」を、営業時間およびATM稼働時間の詳細は公式サイト「インフォメーション」を参照。

### 伊丹市立図書館西分室
伊丹市立図書館西分室（いたみしりつとしょかんにしぶんしつ）は、イオンモール伊丹昆陽の2階で開業と同時に開室された伊丹市立図書館の分室。蔵書数は2014年時点で約3万冊で、2016年に市内東部の神津分室が分館へ昇格して以降は唯一の分室となっている。
事実上の前身は現在の分室が入るイオンモール伊丹昆陽から南東へ約400メートルほどの池尻2児童遊園（池尻三丁目46番地）で1985年に開室した池尻分室で、開室日時は毎週水・金・日曜日の13時から16時30分のみとなっていた。池尻分室は西分室が開室した翌2012年に市立図書館本館が伊丹市役所裏手の千僧から宮ノ前へ移転した時期と重なった関係で、1年程度は西分室と並行して開室していたが現本館の開館に伴い、2012年6月30日を以て伊丹市立伊丹小学校内に設置されていた伊丹分室と共に廃止されている。
市内の3か所に設置されている分館はそれぞれ指定管理者を導入しているのに対し、西分室は本館と共に伊丹市教育委員会の直轄となっている（担当職員2名は嘱託）。
利用案内
西分室の休室日は本館に準じており、毎週月曜日に設定されている。開室時刻は曜日に関わらず10時〜19時。貸し出し条件等は本館に準じるため、伊丹市立図書館#利用案内を参照のこと。

## 交通アクセス
- 伊丹市営バス・阪神バス「池尻」停留所 - 徒歩すぐ（約30m）
- 伊丹市営バス「大樋橋」停留所 - 約100m
  - 運行系統・時刻の詳細は公式サイト「バスでお越しのお客さま」を参照。